# نادي مينسك
نادي مينسك لكرة القدم (بالبيلاروسية: ФК Мінск) نادي كرة قدم بيلاروسي يلعب في الدوري البيلاروسي الممتاز. تم تأسيس النادي في عام 2006 م.

## روابط خارجية
- FC Minsk